# Polydactylus microstomus
Polydactylus microstomus är en fiskart som först beskrevs av Bleeker, 1851.  Polydactylus microstomus ingår i släktet Polydactylus och familjen Polynemidae. IUCN kategoriserar arten globalt som livskraftig. Inga underarter finns listade i Catalogue of Life.